# Take Me Home (Phil Collins)
Take Me Home è un singolo del cantante britannico Phil Collins, l'ultimo estratto dall'album No Jacket Required del 1985. Il singolo venne inizialmente pubblicato solo in territorio britannico, ma fu poi distribuito anche per il mercato americano in seguito al successo ottenuto dal brano presso le radio locali.

## Il brano
Contrariamente a quello che si potrebbe interpretare, il testo del brano non è incentrato su di un uomo che torna a casa, ma su di un paziente in un istituto mentale. Collins ha affermato di essersi ispirato al romanzo Qualcuno volò sul nido del cuculo per la composizione del testo. La canzone si caratterizza per i contributi ai cori di Sting, Peter Gabriel e Helen Terry.

## Video musicale
Il videoclip del brano ha come protagonista Collins che viene ripreso mentre canta su sfondi riconoscibili delle più importanti capitali del mondo, come Londra, Parigi, Tokyo, Sydney e Los Angeles.
Alla fine del video, Collins ritorna a casa e sente la voce di una donna (la sua moglie di allora Jill Tavelman) che gli chiede dove sia stato. Lui risponde dicendo che è stato in alcune delle città sopra menzionate, allorché la donna replica "Sei stato al pub, non è vero?"

## Nella cultura di massa
Il brano appare nella seconda stagione della serie televisiva Miami Vice, in maniera simile a come In the Air Tonight appare nella prima stagione della medesima serie.
Durante gli anni ottanta, è stata anche la canzone conclusiva dello show televisivo della WWF Saturday Night's Main Event.
Nel 2003, il gruppo hip hop Bone Thugs-n-Harmony ha campionato il pezzo per il brano Home, nel cui video appare anche lo stesso Collins.

## Tracce
- 7"

1. Take Me Home (Edit) – 4:37
2. Only You Know and I Know – 4:21

- 12"

1. Take Me Home (Extended Mix) – 8:07
2. Take Me Home (album version) – 5:52
3. We Said Hello Goodbye – 4:15

## Formazione
- Phil Collins – voce, tastiera, batteria, drum machine
- Daryl Stuermer – chitarra
- Leland Sklar – basso
- Sting, Peter Gabriel, Helen Terry – cori

## Classifiche
| Classifica (1985-1986) | Posizione massima |
| ---------------------- | ----------------- |
| Regno Unito            | 19                |
| Stati Uniti            | 7                 |